# Rugby Rovigo Delta 2012-2013

## Eccellenza 2012-13

### Stagione regolare
| Incontro               | Andata | Ritorno |
| ---------------------- | ------ | ------- |
| Crociati — Rovigo      | 12-24  | 3-22    |
| Rovigo — S.S. Lazio    | 41-8   | 20-17   |
| Petrarca — Rovigo      | 33-9   | 14-20   |
| Rovigo — I Cavalieri   | 16-9   | 6-19    |
| Mogliano — Rovigo      | 15-29  | 16-13   |
| Rovigo — Reggio Emilia | 12-16  | 16-11   |
| Viadana — Rovigo       | 16-12  | 6-17    |
| Rovigo — Fiamme Oro    | 23-12  | 6-15    |
| L’Aquila — Rovigo      | 11-18  | 3-67    |
| Calvisano — Rovigo     | 34-23  | 16-32   |
| Rovigo — San Donà      | 19-13  | 22-27   |

#### Risultati della stagione regolare
| Posizione | G  | V  | N | P | PF  | PS  | DP   | B | Pt |
| --------- | -- | -- | - | - | --- | --- | ---- | - | -- |
| 6ª        | 22 | 14 | 0 | 8 | 467 | 326 | +141 | 7 | 63 |

## European Challenge Cup 2012-13

### Prima fase
| Incontro            | Andata | Ritorno |
| ------------------- | ------ | ------- |
| Rovigo — Perpignano | 12-79  | 40-22   |
| Worcester — Rovigo  | 90-3   | 80-17   |
| Guernica — Rovigo   | 13-3   | 16-10   |

#### Risultati della prima fase
| Posizione | G | V | N | P | PF | PS  | DP   | B | Pt |
| --------- | - | - | - | - | -- | --- | ---- | - | -- |
| 4ª        | 6 | 0 | 0 | 6 | 67 | 318 | -251 | 1 | 1  |